# Панкетал
Панкетал (њем. Panketal) општина је у њемачкој савезној држави Бранденбург. Једно је од 24 општинска средишта округа Барним. Према процјени из 2010. у општини је живјело 19.167 становника. Посједује регионалну шифру (AGS) 12060181.

## Географски и демографски подаци
Панкетал се налази у савезној држави Бранденбург у округу Барним. Општина се налази на надморској висини од 60 метара. Површина општине износи 25,8 km². У самом мјесту је, према процјени из 2010. године, живјело 19.167 становника. Просјечна густина становништва износи 742 становника/km².

## Међународна сарадња
| Мјесто | Држава | Врста сарадње | Од    |
| ------ | ------ | ------------- | ----- |
|        | Пољска | партнерство   | 2004. |
| Извор  |        |               |       |